# Albert Johan Backer
Albert Johan Backer (Groningen, 31 mei 1899 – Haarlem, 30 oktober 1976) was een Nederlands politicus.

## Leven en werk
Backer was een zoon van Groningse banketbakker, die zich na zijn studie rechten als ambtenaar bij gemeente en provincie ontwikkelde tot een bekwaam beoefenaar van het administratief recht. Ten tijde van de Duitse inval in mei 1940 bekleedde hij de functie van kabinetschef van A. baron Röell, de toenmalige commissaris van de Koningin in Noord-Holland. Backer meldde zich in december 1941 aan als sympathiserend lid van de Nationaal-Socialistische Beweging (NSB) van Anton Mussert, met de bedoeling dit lidmaatschap spoedig om te zetten in een regulier lidmaatschap. Hij werd begin 1941 commissaris der Provincie Noord-Holland en ontpopte zich daar als een fanatiek nationaalsocialist voor wie in het openbaar bestuur de toepassing van het leidersbeginsel een ideale oplossing was. Hij omringde zich met ideologisch gelijkgestemden. Hij probeerde voortdurend de burgemeesters dienstbaar te maken aan de vijandige oorlogsvoering en bevorderde de terreur ook tegen lagere gemeenteambtenaren en hun gezinnen. Na de oorlog was hij ruim vijf jaar gedetineerd.
 Portaal: Fascisme en nationaalsocialisme in Nederland · Fascisme · Nationaalsocialisme